# Bruno Soriano
Bruno Soriano Llidó (født 12. juni 1984) i Artana, Spanien) er en professionel spansk fodboldspiller, der i øjeblikket spiller for Villarreal CF.
Bruno har spillet hele sin professionelle karriere i Villarreal, og er således en del af klubbens egen "cantera". Han fik sin debut 1 oktober 2006 i en ligakamp mod Real Mallorca, mens han stadig var en del af b-truppen. I 2007 blev han rykket permanent op på Villarreals 1. hold og har siden været en vigtig brik på den defensive midtbane. 
Bruno har (pr. april 2018) spillet 10 kampe for Spaniens landshold.